# Västertjärnen, Dalarna
Västertjärnen är en sjö i Mora kommun i Dalarna och ingår i Dalälvens huvudavrinningsområde. Sjön har en area på 0,467 kvadratkilometer och ligger 200 meter över havet. Sjön avvattnas av vattendraget Tjärnbäcken.

## Delavrinningsområde
Västertjärnen ingår i det delavrinningsområde (676150-144262) som SMHI kallar för Mynnar i Fuån. Medelhöjden är 204 meter över havet och ytan är 8,85 kvadratkilometer. Det finns ett avrinningsområde uppströms, och räknas det in blir den ackumulerade arean 25,04 kvadratkilometer. Tjärnbäcken som avvattnar avrinningsområdet har biflödesordning 3, vilket innebär att vattnet flödar genom totalt 3 vattendrag innan det når havet efter 306 kilometer. Avrinningsområdet består mestadels av skog (45 procent) och sankmarker (41 procent). Avrinningsområdet har 0,47 kvadratkilometer vattenytor vilket ger det en sjöprocent på 5,3 procent.